# Pekanjärvet
Pekanjärvet är en sjö i Gällivare kommun i Lappland och ingår i Kalixälvens huvudavrinningsområde. Sjön har en area på 0,0342 kvadratkilometer och ligger 220,2 meter över havet.

## Delavrinningsområde
Pekanjärvet ingår i det delavrinningsområde (744128-175295) som SMHI kallar för Förgrening. Medelhöjden är 213 meter över havet och ytan är 4,1 kvadratkilometer. Räknas de 146 avrinningsområdena uppströms in blir den ackumulerade arean 2 000,79 kvadratkilometer. Ängesån (Liinajoki) som avvattnar avrinningsområdet har biflödesordning 2, vilket innebär att vattnet flödar genom totalt 2 vattendrag innan det når havet efter 175 kilometer. Avrinningsområdet består mestadels av skog (95 procent). Avrinningsområdet har 0,03 kvadratkilometer vattenytor vilket ger det en sjöprocent på 0,8 procent.